# Olga Dmitrijewna Forsch
Olga Dmitrijewna Forsch, auch Forsh und Forš geschrieben (russisch О́льга Дми́триевна Форш; * 16. Maijul. / 28. Mai 1873greg. in der Festung Gunib, Dagestan; † 17. Juli 1961 in Leningrad), war eine russische Schriftstellerin und Kommunistin. Ihre Romane kreisen vorwiegend um revolutionäre Figuren aus der zaristischen Zeit (vor 1917). Dem sowjetischen Staat und dessen Oberhaupt Stalin gegenüber verhielt sie sich loyal.

## Leben
Die Tochter eines Generals der russischen Besatzungsarmee (in Dagestan) verlor schon früh ihre Mutter. Als 1881 auch ihr Vater starb, wurde sie in ein Mädchenpensionat gegeben. In den 1890er Jahren studierte sie Kunst in Kiew, Odessa und Sankt Petersburg, dem späteren Leningrad. 1895 heiratete sie Boris Eduardowitsch Forsch, der ebenfalls aus einer Offiziersfamilie stammte. 1904 quittierte dieser seinen Dienst bei der Armee, weil er sich weigerte, an der Hinrichtung politischer Gefangener mitzuwirken. Die Familie (mit zwei Kindern) ging in die Ukraine, um einen Bauernhof zu bewirtschaften. Forsch befasste sich mit den Gedanken Tolstois, der Theosophen und des Buddhismus. Das Los der Landbevölkerung ging in ihre literarischen Versuche ein; erste Erzählungen erschienen um 1908 in verschiedenen Zeitschriften. 1910/11 war sie als Kunsterzieherin in Zarskoje Selo bei Petersburg tätig, doch ihr Hauptaugenmerk galt hinfort der Literatur. Sowohl Forsch wie ihr Mann wendeten sich zunehmend sozialistischen Idealen zu. In ästhetischen Fragen war sie zunächst vom Symbolismus beeinflusst. Kurz nach der Oktoberrevolution ging sie nach Moskau, um sich an der Umgestaltung des Schulwesens zu beteiligen. Ihr Mann diente in der Roten Armee, starb allerdings 1920 (in Kiew) an Typhus. In den frühen 1920er Jahren kehrte Forsch nach Petersburg zurück, wo sie sich dem Genre des historischen Romans zuwendete, mit dem sie ihre entscheidenden Erfolge hatte. Wie Wladimir Lidin, Marina Zwetajewa, Ilja Ehrenburg und andere besuchte sie Berlin, wo damals viele russische Emigranten lebten. 1934 war sie an der Vorbereitung des 1. Schriftstellerkongresses der SU beteiligt. Sie erlangte eine führende Rolle im sowjetischen Literaturbetrieb und erhielt mehrere Auszeichnungen. Noch auf dem 2. Schriftstellerkongress, der ein Jahr nach Stalins Tod (1953) in Moskau tagte, verkündete sie als Eröffnungsrednerin, „die Stärke unserer Literatur“ liege darin, „die Hoffnungen und Erwartungen des großen Lenin, den Willen der kommunistischen Partei“ auszudrücken. Sie starb mit 88 in Leningrad.

## Werke
- Moskovskie rasskazy (Moskauer Erzählungen), 1925
- Odety kamnem, Roman, 1925, deutsch In Stein gehüllt, Leipzig 1926 und Lebendig begraben, Ostberlin 1957[6]
- Sovremenniki (Zeitgenossen), Roman, 1926[7]
- Gorjacij zech (Heiße Werkstatt), Roman, 1927
- Pjatyj zver (Das fünfte Tier), Erzählungen, 1928
- (Der Hilfslehrer), Theaterstück, 1930
- Sumassedsij korabl (Das Narrenschiff), Roman, 1930[8]
  - Russisches Narrenschiff. Aus dem Russischen übersetzt, mit Anmerkungen und einem Nachwort bereichert von Christiane Pöhlmann. Die Andere Bibliothek, Berlin 2020, ISBN 978-3-8477-0421-8.
- Simvolisty (Die Symbolisten), Roman, 1932[9]
- Pod kupolom (Unter der Kuppel), Erzählungen, 1933
- Radiscev, Romantrilogie, 1934–39, deutsch Die Kaiserin und der Rebell, Ostberlin 1957 (10. Auflage 1976!)[10]
- Michailovskij zamok (Schloß Michailowsk), Roman, 1946
- Pervency svobody (Die Erstgeborenen der Freiheit), Roman, 1953, deutsch 1825: Roman einer Verschwörung, Ostberlin 1966[11]
- (Autobiographie) 1958 ?
- Wtschera i sewodnja (Gestern und heute), Erzählungen, 1959
- Russisches Narrenschiff Roman. (Aus dem Russischen, mit Anmerkungen und Nachwort von Christiane Pöhlmann.) Die Andere Bibliothek, Berlin 2020.